# 삼성 갤럭시 GOS 성능 조작 사건
삼성 갤럭시 GOS 성능 조작 사건은 삼성전자가 삼성 갤럭시 시리즈의 기본 탑재 앱인 GOS(Game Optimization Service)를 이용해 기기의 성능을 속인 벤치마크 치팅 사건이다. 앱 식별자를 기반으로 판단하여 벤치마크 앱에서만 일시적으로 고성능을 발휘하고, 그 외의 앱에서는 실제 성능을 심하게 낮추어 사용자를 속였다.
이 사건의 여파로 갤럭시 S10, S20, S21, S22, 갤럭시 탭 S8 등의 갤럭시 제품군이 긱벤치 벤치마크에서 퇴출되었다.

## 상세

### 사건의 공론화
GOS는 갤럭시 S7에서 처음 도입되었으며, 이미 예전부터 갤럭시로 게임을 즐기는 이용자들 사이에서는 GOS에 대한 불만이 꾸준히 있어왔다. 그러나 이때는 아직 크게 공론화되지는 못했다.
문제가 본격적으로 공론화된 것은 갤럭시 S22 출시 이후이다. GOS의 문제가 전자기기 고관심층 중심으로 차츰 사용자들에게 알려지기 시작했으며, 이에 따라 SBS 산하 뉴미디어 프로젝트를 담당하는 스브스뉴스의 오목교 전자상가 시리즈에서 GOS 등의 문제에 대해 삼성전자 직원들과의 인터뷰를 진행하였다.
| 질문 | 삼성전자 직원의 답변 |
| --- | --- |
| 갤럭시 제품들이 전통적으로 GPU 클럭 수가 낮다는 문제가 모바일 게임 커뮤니티 등에서 제기되고 있다.       | 소비자 안전이 절대적인 기준이므로 가장 중요하다. 게임 같은 애플리케이션은 기능이나 성능을 끌어내기 때문에 다소 타이트하게 관리되고 있다는 평가를 받고 있다는 내부적인 판단이 존재한다. |
| 갤럭시 유저들 사이에서 GOS 끄는 법에 대한 얘기가 나오고 있다. GOS 비활성화 방법을 풀어줄 생각이 있는가? | 우리는 소비자 안전에 굉장히 집중하고 있으며 그 부분에 있어서 조금이라도 타협하지 않을 것이다.                                                                                          |

삼성전자 측의 해명을 한마디로 요약하면 '소비자 안전' 때문이라는 것이다. 그러나 이용자들은 이 해명을 받아들이지 않았으며, 오히려 제품에 대한 의구심을 더 부채질하여 GOS 문제가 한국 대중들 사이에 널리 알려지는 계기가 되었다.
유저들은 자체적으로 삼성 갤럭시 제품들의 벤치마크 치팅을 적발하기 시작했다. 벤치마크 앱인 Geekbench의 패키지명을 원신으로 바꾸고 테스트한 결과, 원래의 Geekbench 앱으로 돌린 결과보다 점수가 훨씬 낮게 나오는 것이 갤럭시 기기들에서 확인되었다.
유저들은 또한 GOS의 apk 파일을 분석하여 GOS가 1만 개 이상의 앱 목록을 기본 데이터베이스로 가지고 있으며 이를 성능 조절에 사용한다는 것을 확인했다. 데이터베이스상에는 카메라 앱, 넷플릭스 등 게임과 무관한 앱들도 포함되어 있었다. 아울러 기기 식별정보와 설치된 앱 목록 등 사용자의 개인정보도 무단으로 수집해 삼성 서버에 전송한다는 문제도 지적되었다.
이후 Geekbench의 개발사인 Primate Labs 측에서도 이러한 문제를 확인하여 갤럭시 S10, S20, S21, S22, 갤럭시 탭 S8 등의 갤럭시 제품군을 벤치마크 목록에서 퇴출시켰다.

## 문제점 및 논란

### 심각한 수준의 성능 조작 (벤치마크 치팅)
보통 스마트폰 등 전자기기들은 발열 등에 따라 CPU/GPU에 스로틀링이 걸리며 성능이 자동적으로 조절된다. 그러나 GOS의 경우 스로틀링이나 발열 등을 감지하는 것이 아니라 단순히 앱 식별자를 기준으로 판단하여 벤치마크 외의 앱에서는 인위적인 클럭다운을 통해 성능을 제한시킨다. 따라서 기기를 아무리 차갑게 쿨링하더라도 성능이 절대 나아지지 않는다. 그런 와중에 Geekbench, 3DMark 등 벤치마크에서만 이러한 제한을 풀어 기기의 성능이 좋은 것처럼 사용자를 기만하였다.
예시로 갤럭시 Z 플립 3의 경우 GOS Off 상태에서는 긱벤치 5 점수가 싱글 1007점 및 멀티 3473점이지만, GOS On 상태에서는 싱글 265점 및 멀티 1775점으로 실성능이 거의 반의 반토막이 난다.
또 다른 예시로 갤럭시 탭 S8의 경우 GPU 클럭이 벤치마크에서는 818이지만 게임에서는 220으로, 마찬가지로 실성능이 거의 반의 반토막이 나는 것이 확인되었다.

### 구형 제품의 성능 저하 (계획적 구식화의혹)
GOS 공론화 당시 최신 기기였던 갤럭시 S22만이 아니라 그 이전의 구형 기기들도 GOS 업데이트로 같이 성능이 인위적으로 더욱 저하되었다. 긱벤치 측에서 공식적으로 성능 저하를 확인하고 퇴출시킨 기기들만 따져도 갤럭시 S10까지 포함되며, 그 외에도 여러 구형 갤럭시 기기들의 성능 저하가 사용자들에 의해 보고되고 있다. 사용자들은 어느 순간 성능이 떨어진 구형 갤럭시 기기에서 GOS를 비활성화했더니 성능이 이전처럼 좋아졌다고 지적하고 있다.
이처럼 발열 문제가 크지 않았던 구형 갤럭시 기기들까지 강제로 성능을 낮춘 것은 계획적 구식화, 즉 최신 스마트폰을 팔기 위한 목적일 것이라고 사용자들은 의심하고 있다. 최신 스마트폰의 성능 향상이 더디니 대신 구형 기기들의 성능을 낮추는 식으로 구매 수요를 늘린 것이라는 것이다.

### 게임 표기프레임률부풀리기 (가짜FPS)
삼성 갤럭시 기기로 게임을 플레이할 시 실제 화면은 버벅거림이 느껴지는데도 표기 FPS만 높은 현상이 제품 리뷰어들에 의해 발견되었다. 표기상 FPS는 50~60대인데 실제 체감은 20~40 FPS 수준이라고 유저들이 지적하였다.
이 문제는 갤럭시 S21 시리즈에서 최초로 보고되었으며, 이후 출시된 갤럭시 S22, S23, S24, 갤럭시 탭 S8 등의 제품군에서도 문제가 여전하다는 것이 확인되었다.
사용자들 사이에서 논란이 일자 삼성전자 측은 한국 삼성 커뮤니티에서 댓글을 통해 이것이 프레임 보간 기술을 통해 초당 프레임 수를 증가시키는 '프레임 부스터' 기술이라고 설명했다.
문제는 이러한 기능이 사용자의 명시적인 설치나 사용자에게의 고지 없이, 기본으로 설치되어 있고 활성화되어 동작한다는 것이다. 해당 기능이 정확히 언제 추가되었고 기본값으로 활성화된 것인지는 확실하게 알려진 바가 없으나, 삼성은 해당 답변에서 이를 '새로운 기능'이라고 표현했다.
삼성은 논란이 되기 전엔 해당 기능을 공식적으로 홍보하거나 언급한 적이 전혀 없다. 심지어 논란 이후로도 기능 홍보나 사용자에게의 고지가 이루어지지 않고 있다.
이 '기능'을 비활성화하는 방법도 사용자 친화적이지 않고 매우 번거롭고 그마저도 불명확하다. 이 기능은 기본적으로 기기에 탑재되고 활성화되어 있음에도 불구하고, 이를 비활성화하려면 사용자가 별도로 '게임 플러그인'을 설치해야 한다. 해당 플러그인을 설치한 후 프레임 부스터 OFF를 설정하면 기능이 비활성화된다는 것이 삼성 측 담당자의 설명이다. 그러나 실제로는 이 절차를 따라도 해당 기능이 비활성화되지 않는다는 보고가 있다. 프레임 부스터 OFF를 설정하고 게임 우선모드를 켰다가 다시 꺼야 기능이 비활성화가 된다고 하는 보고가 있다.
또한 일부 사용자들은 프레임 보간이 제대로 이루어지고 있는지에 대해서도 의심하고 있다. 정말로 프레임 보간이 제대로 이루어진다면 입력 지연이 발생하더라도 화면만큼은 부드러워야 하는데, 실제로는 그렇지 않고 심한 버벅임이 느껴지기 때문이다. 이 의심이 맞다면 삼성이 거짓 해명을 했다는 것이므로 큰 문제이며, 설령 해명이 사실이어도 결국 완성도가 매우 낮은 기능을 사실상 눈속임용으로 탑재했다는 사실은 변하지 않는다.

### 화면 주사율 및 밝기 제한
삼성전자는 갤럭시 S22 시리즈는 최대 120Hz의 화면 주사율과 최대 1300nit(S22) 또는 1750nit(S22+)의 밝기를 제공한다고 공식적으로 밝혔다. 그러나 실제로는 GOS로 인해 주사율 및 밝기가 그보다 낮게 제한이 걸려 있어 논란이 되었다.

### 비게임 앱에까지 적용
문제 공론화 과정에서 사용자들은 게임 앱뿐만이 아니라 비게임 앱으로도 벤치마크 치팅 여부를 테스트하였다. Geekbench 앱의 패키지명을 인스타그램으로 바꾸고 테스트한 결과, 원래의 Geekbench 앱으로 돌린 결과보다 점수가 훨씬 낮게 나오는 것이 갤럭시 기기들에서 확인되었다. 즉 비게임 앱에서도 벤치마크 치팅이 사용자들에 의해 확인되었다.
Geekbench 개발사 측에서도 갤럭시 기기에서 비게임 앱의 성능저하를 확인하였다.
그럼에도 불구하고 삼성은 비게임 앱에선 성능을 저하시키지 않았다고 주장하고 있어 논란이 되고 있다.

### 개인정보 전송 및 원격 성능조작
사용자들은 GOS를 분석하여, GOS가 기기 식별자와 설치되어 있는 앱 목록 등 사용자의 개인정보를 무단으로 수집해 삼성 서버에 전송하며, 삼성 서버 측에서 원격으로 개별 기기의 성능을 조작할 수 있다고 지적하였다. 즉 앱 업데이트가 아닌 실시간 통신으로 서버 측에서 임의로 성능을 조작할 수 있다는 것이다. 이 분석은 긱벤치 개발자인 John Poole도 확인하고 공유하였다.

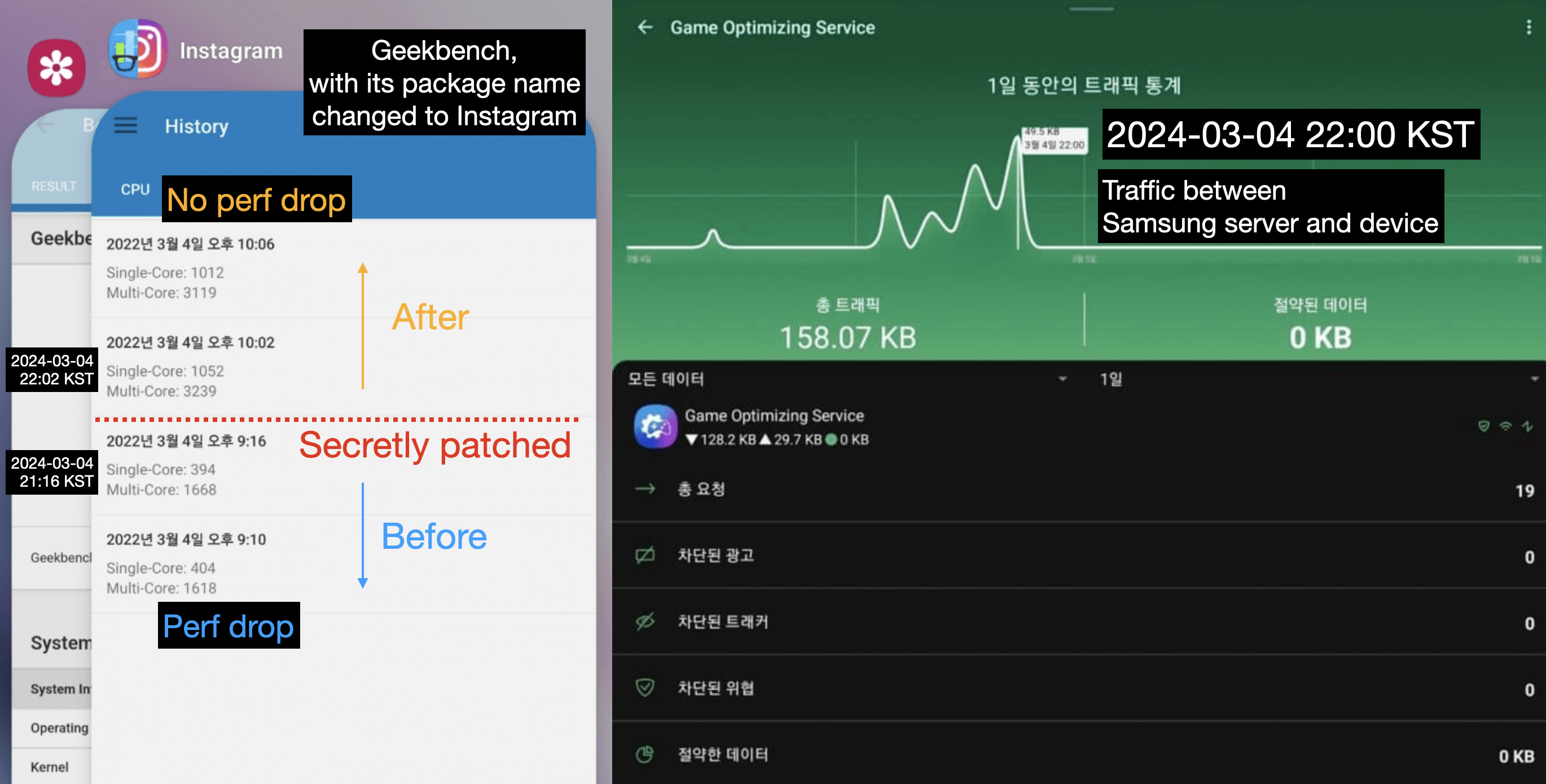
삼성이 원격으로 기기 성능을 조작한 정황

삼성이 증거 은폐를 위해 실제로 이 기능을 이용하여 몰래 원격 패치, 소위 '잠수함 패치'를 했다는 의혹이 있다. 한국 표준시 기준 2022년 3월 3일까지는 갤럭시 기기로 비게임 앱의 성능 저하를 확인할 수 있었으나, 2022년 3월 4일 특정 시점부터 갑자기 비게임 앱의 성능 저하를 확인할 수 없게 되었다. 그리고 바로 그 특정 시점에 기기와 삼성 서버 간의 정체불명의 통신 트래픽 기록이 공통적으로 포착되었다.
긱벤치 개발사 측은 자신들이 분명히 2024년 3월 3일에 갤럭시 기기들에서 비게임 앱의 성능 저하를 확인했음에도 나중에 확인할 수 없게 된 것은, 본인들이 확인한 뒤에 삼성이 쓰로틀링을 제거했을 수 있다고 하였다. 그리고 이러한 서버 측면의 작동이 문제를 파악하기 힘들게 한다고 지적하였다.
한편 삼성전자는 이러한 의혹을 부정하고 있다. 삼성은 '잠수함 패치' 의혹을 부정할 뿐만 아니라 벤치마크 치팅 혐의 자체를 부정하고 있다.

## 반응 및 여파

### 삼성전자 측의 공식 답변

#### 1차 공지
한국 표준시 기준 2022년 3월 3일 삼성멤버스 커뮤니티에 첫번째 공지사항이 게시되었다. 해당 공지사항에서 삼성은 GOS를 장시간 게임 실행 시 발열 방지를 위해 성능을 최적화하는 앱이라고 주장하였으며, 고객의 요구에 부응하고자 '성능 우선 옵션'을 제공하는 SW 업데이트를 제공할 것이라고 밝혔다.
하지만 공지사항 이후에도 소비자들의 불만은 가라앉지 않고 있다. 소비자들은 GOS를 통한 사전에 고지되지 않은 고의적인 성능 저하가 '속임수'라고 지적하고 있는 반면, 삼성은 한국어에서 부자연스러운 'Needs'라는 영단어 표현을 쓰며 사과나 해명 없이 SW 업데이트를 실시하겠다는 일방적 의사만 전달했기 때문이다.
이후 해당 공지사항은 삭제되었다.

#### 2차 공지
1차 공지는 삭제되고 추가 공지가 올라왔다. 2022년 3월 4일에 게시된 2차 공지에서는 삼성이 몇 가지 해명을 덧붙였다.
이 공지에서 삼성은 GOS가 일반앱(비게임앱)에서는 동작하지 않는다, 즉 비게임앱의 성능은 제한하지 않는다고 주장하였다. 그러나 사용자들은 이미 비게임앱에서의 성능 저하를 확인했으며 Geekbench 개발사 측 또한 해당 사실을 확인했기에 삼성 측의 주장에 의문이 존재한다.
왜 벤치마크에는 성능제한을 걸지 않았는지에 대해서는, 벤치마크는 게임 앱이 아니므로 GOS 적용 대상이 아니라고 설명했다.
이 공지는 여전히 'Heavy', 'VOC' 등 한국어에서 부자연스럽고 일반인은 알아듣기 힘든 업무용어를 사용하고 있다. 광고 속 성능을 발휘하지 못하는 제품에 대한 정당한 항의에 잘못을 인정하긴커녕, 전문가 또는 삼성 직원이나 알아들을 표현으로 변명 글을 두번이나 올린 것은 그 자체로 또 다른 소비자 무시라는 항의가 쏟아지고 있다.

### 벤치마크에서갤럭시시리즈 퇴출
기기 성능을 측정하는 벤치마크인 Geekbench의 개발사 측은 GOS 적용 시 갤럭시 S22 Ultra의 싱글코어와 멀티코어 성능이 각각 53.9%, 64.2%만큼 낮아진다는 테스트 결과를 발표했다.
Geekbench는 2022년 3월 5일에 공식적으로 삼성 갤럭시 S10, S20, S21, S22 제품군을 벤치마크 평가목록에서 영구적으로 제외시켰다.
이후 2022년 3월 16일에 삼성 갤럭시 탭 S8 제품군이 추가로 영구적으로 퇴출되었다.
이로써 삼성 갤럭시는 Geekbench에서 최다로 퇴출된 브랜드이자 최초로 태블릿이 퇴출당한 브랜드가 되었다.
- 삼성 갤럭시 S10+ (삼성 엑시노스 9820)
- 삼성 갤럭시 S10 (삼성 엑시노스 9820)
- 삼성 갤럭시 S10 (퀄컴 스냅드래곤 855)
- 삼성 갤럭시 S10+ (퀄컴 스냅드래곤 855)
- 삼성 갤럭시 S10e (퀄컴 스냅드래곤 855)
- 삼성 갤럭시 S10e (삼성 엑시노스 9820)
- 삼성 갤럭시 S10 5G (삼성 엑시노스 9820)
- 삼성 갤럭시 S20 Ultra (삼성 엑시노스 990)
- 삼성 갤럭시 S20+ (삼성 엑시노스 990)
- 삼성 갤럭시 S20+ 5G (퀄컴 스냅드래곤 865)
- 삼성 갤럭시 S20 (삼성 엑시노스 990)
- 삼성 갤럭시 S20 Ultra 5G (퀄컴 스냅드래곤 865)
- 삼성 갤럭시 S20 5G (퀄컴 스냅드래곤 865)
- 삼성 갤럭시 S10 Lite (퀄컴 스냅드래곤 855)
- 삼성 갤럭시 S20 FE 5G (퀄컴 스냅드래곤 865)
- 삼성 갤럭시 S20 FE (삼성 엑시노스 990)
- 삼성 갤럭시 S21 Ultra 5G (삼성 엑시노스 2100)
- 삼성 갤럭시 S21 5G (삼성 엑시노스 2100)
- 삼성 갤럭시 S21+ 5G (삼성 엑시노스 2100)
- 삼성 갤럭시 S21 Ultra 5G (퀄컴 스냅드래곤 888)
- 삼성 갤럭시 S21 5G (퀄컴 스냅드래곤 888)
- 삼성 갤럭시 S21+ 5G (퀄컴 스냅드래곤 888)
- 삼성 갤럭시 S10 5G (퀄컴 스냅드래곤 855)
- 삼성 갤럭시 S22 Ultra (퀄컴 스냅드래곤 8 Gen 1)
- 삼성 갤럭시 S21 FE (삼성 엑시노스 2100)
- 삼성 갤럭시 S22 Ultra (삼성 엑시노스 2200)
- 삼성 갤럭시 S22+ (퀄컴 스냅드래곤 8 Gen 1)
- 삼성 갤럭시 S21 FE (퀄컴 스냅드래곤 888)
- 삼성 갤럭시 S22 (퀄컴 스냅드래곤 8 Gen 1)
- 삼성 갤럭시 S22 (삼성 엑시노스 2200)
- 삼성 갤럭시 S22+ (삼성 엑시노스 2200)
- 삼성 갤럭시 탭 S8 (퀄컴 스냅드래곤 8 Gen 1)
- 삼성 갤럭시 탭 S8 5G (퀄컴 스냅드래곤 8 Gen 1)
- 삼성 갤럭시 탭 S8 Ultra (퀄컴 스냅드래곤 8 Gen 1)
- 삼성 갤럭시 탭 S8 Ultra 5G (퀄컴 스냅드래곤 8 Gen 1)
- 삼성 갤럭시 탭 S8+ (퀄컴 스냅드래곤 8 Gen 1)
- 삼성 갤럭시 탭 S8+ 5G (퀄컴 스냅드래곤 8 Gen 1)

### 공정위 조사 착수
공정거래위원회에 제출한 '갤럭시 S22 시리즈'의 표시광고법 위반 신고가 접수되었으며, 자세한 사유는 '역대 최고 성능'의 논조로 홍보했지만, GOS 프로그램이 제대로 된 게임 성능을 보지 못할 정도로 GOS를 해제시키지 못하도록 막아놓으면서 인위적인 요인에 의해 성능이 낮아짐과 관련해 소비자에게 광고에 쓰인 표현으로 인해 결과적으로 오인하도록 유도하고 소비자들을 기만할 정도로 허위과장광고를 했는지의 여부를 심사하기 위해서이다. 또한 '앱 실행 중 성능이 많이 떨어질 수 있다는 점을 이해해야 한다'는 고지문 하나 없이 소비자를 기만하도록 했기 때문이다. 이에 대해 예비조사를 거쳐 사건화 여부를 결정할 계획이다. 공정위는 이번 사태에 대한 조사를 준비하고 있었으며, 결국 조사를 시작했다.
화면 주사율, 밝기에 대해서도 최댓값으로 홍보하고 '소비자의 안전' 따위의 사유로 제한을 걸어 '최대치일 뿐이지 평상시 수치는 훨씬 낮을 수 있다' 식으로 말하며 빠져나갈 수 있고, 이는 소비자를 기만하는 표현으로 표시광고법 상 '과장광고'로 제재받을 가능성이 있다. 다만, '세계 제일인' '세계 최고인' '역대 최고인' '가장 빠른' 등의 최상급 형용사를 붙인 누가 봐도 광고 효과를 내기 위해 시중에 많이 쓰이는 '상투적인 표현'은 사회적으로 용인될 수 있는 수준의 표현으로 '과장광고'라고 보기 어려워 제재받을 가능성이 낮다.

### 소비자들의 보이콧
이에 대해 소비자들은 명백한 '소비자 기만임이 사실이고, 사기나 다름없다', '2015년 폭스바겐 디젤 게이트 = 2022년 GOS 사태', '300km/h 로 달리는 스포츠카가 '안전을 위해' '빠른 속도로 달리는 차로 인한 사고가 나는 등 위험 가능성을 차단하기 위해' 100km/h 로 줄인 스포츠카에 비유하면 맞지 않은 선택을 한 것'이라면서 이 사태를 일으킨 삼성을 비판하고 있다.
이러한 소식에 갤럭시S22 소비자들은 ‘포르쉐를 100km/h로 속도제한 걸면 당신은 사겠습니까’라는 배너를 걸고 삼성전자 GOS 문제에 집단 소송을 준비하는 네이버 카페에는 3월 4일 07:00 기준 1,300+명이 가입했다.
asiatime.co.kr에 따르면 GOS 사태로 인해 '소비자 기만이다', '사기친 것이다'라고 분노하는 소비자들 일부는 예약한 S 시리즈의 구매를 취소하거나, 일부는 집단소송을 준비하고 있다고 했다. 각종 인터넷 커뮤니티 사이트, 네이버 카페에는 사태를 일으킨 삼성전자에 대해 불매운동을 하는 것을 지지하는 글들이 있다. 매장 관계자들은 GOS관련 문의가 크게 늘어나고 있다고 보고했다. 서울 소재 통신사 대리점에서는 GOS 사태로 인한 예약 취소 인원이 1명 이상 9명 이하라고 했고, 한 대형 매장에서는 사전 판매하는 120대 중 10%(12대)가 사전 판매 취소되었다고 했다. 또한 KMDA 관계자는 일부 이탈이 있으나 전체적인 변화는 없다고 했다.
전반의 상황을 종합했을 때 심지어는 대규모 이탈 가능성이 높다는 전망이라는 의견이 존재한다.
이번 사태로 인해 별점 역시 2022년 3월 7일 04:04 기준으로 평균 2점 정도로 줄었으며, 일부 소비자는 반쪽짜리 애플을 사기 싫어서 산 삼성폰인데 이번 일로 뒤통수 세게 맞았다고 했다. 아이폰은 긍정적으로는 게임을 하기에 좋은 폰이며 많은 휴대폰 게임사용자들은 아이폰을 사용하지만, 부정적으로는 대한민국에서는 OS가 달라서 '반쪽짜리 폰'이라고 평가받기도 한다. 또한, 대한민국에서 삼성 페이는 사용이 가능하나 애플 페이는 사용이 불가능하다는 점도 있다.
청와대 국민청원으로 불매 운동에 동참하며 이번 사태를 일으킨 삼성전자가 개발한 GOS의 문제점을 지적하고 비판하는 청원을 올렸다.

### 주주총회까지 미친 영향력
3월 16일 진행되는 삼성전자 주주총회를 위한 6일부터 열리는 투표에서도 주주들이 이 사태의 영향을 받아 노태문 MX 사업부장을 사내이사로 선임하는 안에 대해 반대표를 찍고 있다.

## GOS 적용 시의 실성능 비교
아래 점수표에 기재되어 있는 삼성 갤럭시 기기들은 모두 GOS 적용 시 기준이다.
| 기종 (AP)                                  | 출시년도 | 점수     | 점수     | 출처 |
| 기종 (AP)                                  | 출시년도 | 싱글코어 | 멀티코어 | 출처 |
| ------------------------------------------ | -------- | -------- | -------- | ---- |
| 삼성 갤럭시 Z 플립 3 (스냅드래곤 888)      | 2021     | 218      | 1687     |      |
| 아이폰 5s (애플 A7)                        | 2013     | 275      | 520      |      |
| 삼성 갤럭시 S10 5G (엑시노스 9820)         | 2019     | 491      | 1759     |      |
| 아이폰 6s (애플 A9)                        | 2015     | 562      | 1050     |      |
| 삼성 갤럭시 S20+ (스냅드래곤 865)          | 2020     | 580      | 2456     |      |
| 삼성 갤럭시 S20 Ultra (스냅드래곤 865)     | 2020     | 605      | 2620     |      |
| 삼성 갤럭시 S21 (엑시노스 2100)            | 2021     | 609      | 2404     |      |
| 삼성 갤럭시 S22 Ultra (스냅드래곤 8 Gen 1) | 2022     | 679      | 2221     |      |
| 아이폰 7 (애플 A10)                        | 2016     | 756      | 1341     |      |
| 아이폰 8 (애플 A11)                        | 2017     | 935      | 2449     |      |
| 아이폰 XS (애플 A12)                       | 2018     | 1092     | 2235     |      |
| 아이폰 11 (애플 A13)                       | 2019     | 1335     | 3390     |      |
| 아이폰 12 (애플 A14)                       | 2020     | 1595     | 3995     |      |
| 아이폰 13 (애플 A15)                       | 2021     | 1741     | 4667     |      |
| 아이폰 14 프로 (애플 A16)                  | 2022     | 1912     | 5475     |      |

## 같이 보기
- 갤럭시 S22
- 폭스바겐 배기가스 조작 사건 - 영어 위키피디아